# Kazak ábécé
A kazak (oroszosan kazah) ábécé (kazakul: Қазақ кирилл әліпбиі vagy qazaq älipbïi) a kazak nyelv cirill betűs írására szolgál 2031-ig, amikorra a latin betűs írásra való áttérés befejezését tervezik.
A nyelvet a 11. századtól arab írással írták, 1924-től az Ahmet Bajturszinuli által a kidolgozott, az arabban amúgy nem létező kazak hangok leírására szolgáló ۆ, گ, ڭ, پ és چ betűkkel kibővített változatával. Ezt hivatalosan 1929-ig használták; ekkor váltottak a latin írásra, melyet a cirill ábécé 1940-es bevezetéséig használtak. Az arab írást ma is használják a kazak nyelv írására Afganisztánban, Iránban és a kínai Hszincsiang-Ujgur Autonóm Területen. A törökországi és európai diaszpórák a török ábécét használják.
2017. szeptember 11-én határozott a kazak kormányzat egy új latin betűs írás bevezetéséről. Nurszultan Nazarbajev kazak köztársasági elnök 2017. október 27-én elrendelte, hogy 2025-től a kazak nyelvet latin betűkkel írják le a cirill helyett. Ezt módosította egy 2018. február 19-én kiadott újabb elnöki rendelet. A legutóbbi változatot 2021. január 28-án tette közzé Aszkar Mamin miniszterelnök, és bevezetését is elhalasztották a 2023 és 2031 közötti évekre.

## A cirill betűs ábécé
A kazak ábécé 42 betűből áll, 33 az orosz ábécéből származik, melyhez hozzáadták a Ә, Ғ, Қ, Ң, Ө, Ұ, Ү, Һ, І betűket (az Ұ helyett 1957-ig a Ӯ-t használták). A В, Ё, Ф, Х, Һ, Ц, Ч, Щ, Ъ, Ь és Э betűk csak orosz vagy más idegen eredetű szavakban fordulnak elő. A hétköznapi beszédben a Қ-t és a Х-t ugyanúgy ejtik, a Һ ejtése pedig megfelel az orosz Х-nak.
A táblázat a megreformált arab, a cirill betűs ábécét, és azok ismert átírásait mutatja. (Zárójelben, dőlttel az ábécében nem szereplő betűkre alkalmazott betűpárok.)
| nagy- betű | kis- betű | betűnév              | 2021. jan. 28. | НҚА 637 2018. február | НҚА 569 2017. szept. | ZAZ (tervezet) | Qaz- Aqparat | pinjin 1964-84 | Jaŋalif 1929-1940 | arab 1929-ig | ISO 9 1995. évi | ALA-LC | KNAB | Allworth | BGN/ PCGN | IPA                |
| ---------- | --------- | -------------------- | -------------- | --------------------- | -------------------- | -------------- | ------------ | -------------- | ----------------- | ------------ | --------------- | ------ | ---- | -------- | --------- | ------------------ |
| А          | а         | a                    | A a            | a                     | а                    | a              | a            | a              | a                 | ا            | a               | a      | a    | a        | a         | [a]/[ɑ]            |
| Ә          | ә         | ә                    | Ä ä            | á                     | a’                   | ae             | ä            | ә              | ә                 | ٴا           | a̋               | ă      | ä    | ä        | ä         | [æ]                |
| Б          | б         | бе                   | B b            | b                     | b                    | b              | b            | b              | b                 | ب            | b               | b      | b    | b        | b         | [b]                |
| В          | в         | ве                   | V v            | v                     | v                    | v              | v            | v              | v                 | ۆ            | w               | v      | v    | v        | v         | [v]                |
| Г          | г         | ге                   | G g            | g                     | g                    | g              | g            | g              | g                 | گ            | g               | g      | g    | g        | g         | [g]                |
| Ғ          | ғ         | ға                   | Ğ ğ            | ǵ                     | g’                   | gh             | ğ            | ƣ              | ƣ                 | ع            | ġ               | gh     | ğ    | gh       | gh        | [ɣ]/[ʁ]            |
| Д          | д         | де                   | D d            | d                     | d                    | d              | d            | d              | d                 | د            | d               | d      | d    | d        | d         | [d]                |
| Е          | е         | йе                   | E e            | e                     | e                    | e              | e            | ê              | e                 | ه            | e               | e      | e    | e        | e         | [e]                |
| Ё          | ё         | йо                   | (İo io)        | ?                     | ?                    | ?              | yo           | (yo)           | jo                | يو           | ë               | ë      | yo   | ya       | yo        | [jo]               |
| Ж          | ж         | же                   | J j            | j                     | j                    | zh             | j            | j              | ç                 | ج            | ž               | zh     | c    | j, zh    | zh        | [ʒ]                |
| З          | з         | зе                   | Z z            | z                     | z                    | z              | z            | z              | z                 | ز            | z               | z      | z    | z        | z         | [z]                |
| И          | и         | ый                   | İ i            | ı                     | i’                   | i              | ï            | (iy)           | ij                | ي            | i               | i      | ī    | i        | ī         | [ɯj]/[ij]/[i]      |
| Й          | й         | қысқа и              | İ i            | ı                     | i’                   | j              | y            | y              | j                 | ي            | ĭ               | j      | y    | y        | y         | [j]                |
| К          | к         | ка                   | K k            | k                     | k                    | k              | k            | k              | k                 | ك            | k               | k      | k    | k        | k         | [k]                |
| Қ          | қ         | қа                   | Q q            | q                     | q                    | q              | q            | ⱪ, q           | q                 | ق            | ķ               | q      | q    | q        | q         | [q]                |
| Л          | л         | эл                   | L l            | l                     | l                    | l              | l            | l              | l                 | ل            | l               | l      | l    | l        | l         | [l]                |
| М          | м         | эм                   | M m            | m                     | m                    | m              | m            | m              | m                 | م            | m               | m      | m    | m        | m         | [m]                |
| Н          | н         | эн                   | N n            | n                     | n                    | n              | n            | n              | n                 | ن            | n               | n      | n    | n        | n         | [n]                |
| Ң          | ң         | эң                   | Ŋ ŋ            | ń                     | n’                   | ng             | ñ            | ng             | n̡                 | ڭ            | ņ               | ng     | ñ    | ng       | ng        | [ŋ]                |
| О          | о         | о                    | O o            | o                     | o                    | o              | o            | o              | o                 | و            | o               | o      | o    | o        | o         | [o]                |
| Ө          | ө         | ө                    | Ö ö            | ó                     | o’                   | oe             | ö            | ө              | ө                 | وٴ           | ô               | ȯ      | ö    | ö        | ö         | [ø]                |
| П          | п         | пе                   | P p            | p                     | p                    | p              | p            | p              | p                 | پ            | p               | p      | p    | p        | p         | [p]                |
| Р          | р         | эр                   | R r            | r                     | r                    | r              | r            | r              | r                 | ر            | r               | r      | r    | r        | r         | [r]                |
| С          | с         | эс                   | S s            | s                     | s                    | s              | s            | s              | s                 | س            | s               | s      | s    | s        | s         | [s]                |
| Т          | т         | те                   | T t            | t                     | t                    | t              | t            | t              | t                 | ت            | t               | t      | t    | t        | t         | [t]                |
| У          | у         | ұу                   | U u            | ý                     | y’                   | w              | w            | w              | uv                | ۋ            | u               | u      | ū, w | u        | ū         | [w]/[uw]/ [yw]/[u] |
| Ұ (Ӯ)      | ұ (ӯ)     | ұ                    | Ū ū            | u                     | u                    | u              | u            | u              | u                 | وُ            | u̇               | ū      | u    | ŭ        | u         | [ʊ]                |
| Ү          | ү         | ү                    | Ü ü            | ú                     | u’                   | ue             | ü            | ü              | y                 | ٴوُ           | ù               | u̇      | ü    | ü        | ü         | [ʏ]                |
| Ф          | ф         | эф                   | F f            | f                     | f                    | f              | f            | f              | f                 | ف            | f               | f      | f    | f        | f         | [f]                |
| Х          | х         | ха                   | H h            | h                     | h                    | h              | x            | x              | x                 | ح            | h               | kh     | x    | kh       | kh        | [x]/[χ]            |
| Һ          | һ         | һа                   | H h            | h                     | h                    | h              | h            | ⱨ              | h                 | ھ            | ḥ               | ḣ      | h    | h        | h         | [h]                |
| Ц          | ц         | це                   |                | ?                     | ?                    | c              | c            | –              | ts                | تس           | c               | ts     | ts   | ts       | ts        | [t͡s]               |
| Ч          | ч         | че                   | –              | ch                    | c’                   | ch             | ç            | –              | c                 | چ            | č               | ch     | ç    | ch       | ch        | [t͡ʃ]               |
| Ш          | ш         | ша                   | Ş ş            | sh                    | s’                   | sh             | ş            | (s)h           | c                 | ش            | š               | sh     | ş    | sh       | sh        | [ʃ]                |
| Щ          | щ         | ща                   | –              | ?                     | ?                    | ?              | şş           | –              | cç                | شش           | ŝ               | shch   | şç   | shch     | shch      | [ʃt͡ʃ]/[ʃː]         |
| Ъ          | ъ         | жуандық белгі        | –              | -                     | -                    | -              | -            | –              | -                 | -            | "               | "      | "    | "        | "         | -                  |
| Ы          | ы         | ы                    | Y y            | y                     | y                    | y              | ı            | e              | ь                 | ى            | y               | y      | ı    | ï        | y         | [ɯ]/[ɣ]            |
| І          | і         | і                    | I ı            | i                     | i                    | i              | i            | i              | i                 | ٴى           | ì               | ī      | i    | ĭ        | i         | [i]/[ɪ]            |
| Ь          | ь         | жіңішкелік белгі(сі) | –              | -                     | -                    | -              | -            | –              | -                 | -            | '               | '      | '    | '        | '         | -                  |
| Э          | э         | э                    | –              | ?                     | ?                    | ?              | e            | –              | e                 | ه            | è               | ė      | è    | ë        | ė         | [e]                |
| Ю          | ю         | йұ                   | (İu iu)        | ?                     | ?                    | ?              | yu           | (yu)           | ju                | يۋ           | û               | iu     | yu   | yu       | yu        | [ju]/[jy]          |
| Я          | я         | йа                   | (İa ia)        | ?                     | ?                    | ?              | ya           | (ya)           | ja                | يا           | â               | ia     | ya   | ya       | ya        | [ja]/[jɑ]          |

## Latin ábécék
A ma használatos cirill ábécé bevezetése előtt, 1929-től 1940-ig egy latin alapú írást használtak, néhány sajátos betűvel, melynek a sorrendje a következő volt: Aa, Bв, Cc, Çç, Dd, Ee, Əə, Ff, Gg, Ƣƣ, Hh, Xx, Ii, Jj, Kk, Qq, Ll, Mm, Nn, N̡n̡, Oo, Ɵɵ, Pp, Rr, Ss, Tt, Uu, Yy, Vv, Zz, Ьь.
Az 1950-es években fölmerült, hogy a Kínai Népköztársaságban élő kazakok írásbeliségét szovjet mintára a cirill betűs ábécével írják át. Azonban ezt az elképzelést a szovjet-kínai kapcsolatok megromlásának következtében elvetették. Végül, még az 1950-es években a központi kormányzat úgy rendelkezett, hogy a kazak nyelvű írásokat a kínai írás latin betűs változatára, a pinjinre alapozott latin ábécével írják át. Ezt az ábécét hivatalosan 1964 és 1984 között használták, mindazonáltal továbbra is használható a tudományban és a technológia területén, valamint dokumentumokban és egyéb anyagokban. Ennek 33 betűje: Aa, Bв, Dd, Ee, Êê, Əə, Ff, Gg, Ƣƣ, Hh, Ⱨⱨ, Ii, Jj, Kk, Ⱪⱪ, Ll, Mm, Nn, Ng ng (N̡n̡) Oo, Ɵɵ, Pp, Qq, Rr, Ss, Tt, Uu, Üü, Vv, Ww, Xx, Yy, Zz.
A Szovjetunió felbomlása után kidolgoztak egy új latin betűs ábécét, amivel leváltani szándékoztak a jelenleg használt cirill írást. Végül is ez a rendszer nem került bevezetésre, de számos helyen – például az ország hivatalos híroldalán, a Kazinformon is – használják, a cirill írás alternatívájaként. Ennek betűrendje a következő: Aa, Ää, Bв, Cc, Çç, Dd, Ee, Ff, Gg, Ğğ, Hh, Xx, Iı, İi, Ïï, Jj, Kk, Qq, Ll, Mm, Nn, Ññ, Oo, Öö, Pp, Rr, Ss, Şş, Tt, Uu, Üü, Vv, Ww, Yy, Zz.
2017. szeptember 11.-én a kormány új tervet fogadott el a cirill írásról latinra való átállásról. Ebben egy teljesen új rendszert dolgoztak ki, melyben nem használnak mellékjeles betűket (sőt még az X-et sem), csak a latin alapbetűket és betűkapcsolatokat. A tervet 2017. október 27-én Nurszultan Nazarbajev elnök is jóváhagyta, és ezzel megkezdődött az átállás a latin betűs írásra, melynek végső határidejeként 2025-öt határozták meg. Ugyanakkor bemutatták az új kazak latin betű hivatalos verzióját, amely azonban nem azonos a szeptemberben bemutatottal. Ez az ábécé már szándékosan nem tartalmaz kettős betűket (mint például az angol „sh” vagy „ch”) vagy mellékjeleket (mint például a német „ä” vagy a török „ç”). Ehelyett a kazak cirill írás betűit közvetlenül latin betűkre írják át, mivel azonban a kazaknak több hangja van, mint a latin ábécé betűi, ezért az aposztrófot használják minden olyan hang átírásához, amelyeknek nincs közvetlen egyenértékű betűje a latin rendszerben. E tervezet szerint az ábécé a következő lenne: Aa, A’a’, Bb, Dd, Ee, Ff, Gg, G’g’, Hh, Ii, I’i’, Jj, Kk, Ll, Mm, Nn, N’n’, Oo, O’o’, Pp, Qq, Rr, Ss, S’s’, C’c’, Tt, Uu, U’u’, Vv, Yy, Y’y’, Zz.
2018. februárjában ismét megváltozott a rendszer, egy új elnöki rendelettel felülírták a 2017-es változatot. A 2018-as rendszerben aposztróf helyett éles ékezetet használnak (á, ǵ, ń, ó, ú, ý) és van két kettős betű (ch, sh), ami alapján az ábécé a következőképp alakul: Aa, Áá, Bb, Dd, Ee, Ff, Gg, Ǵǵ, Hh, Ii, Iı, Jj, Kk, Ll, Mm, Nn, Ńń, Oo, Óó, Pp, Qq, Rr, Ss, Tt, Uu, Úú, Vv, Yy, Ýý, Zz, Sh sh, Ch ch.
2019 októberében Kazahsztán új köztársasági elnöke, Kaszim-Zsomart Tokajev kezdeményezte a latin betűs ábécé ismételt felülvizsgálatát, amelynek középpontjában a kazak nyelv eredeti hangjainak és kiejtésének megőrzése áll. A nyelvészek, oktatási intézmények és a közvélemény bevonásával kialakított, továbbfejlesztett latin ábécé 31 betűt tartalmaz. A kettős betűk (ғ/gh, ң/ng, ш/sh) és a kazak nyelv azon sajátos hangjainak jelölésére, amiket a latin ábécé betűi nem fednek le (ә, ө, ұ, ү) a nemzetközi gyakorlatban is gyakran alkalmazott diakritikus jeleket használnak, úgy mint tréma (◌̈ umlaut) ä (ә), ö (ө), ü (ү), macron (◌̄ vonal) ū (ұ), cédille (◌̦ bal farok) ş (ш), breve (◌̆ csónak) ğ (ғ) valamint palatális (bal) horog (◌̧ ) ŋ (ң). Ugyanakkor nem ad átírást a я és a ю, valamint ё (1951-től), ц, ч, щ, ъ, ь, э betűkre, amelyek csak az orosz vagy orosz közvetítéssel, orosz helyesírás szerint írt szavakban fordulnak elő. Ez a latin betűs ábécé-változat közel áll a törökhöz, noha tartalmaz olyan betűket, amik abban nincsenek meg (ä, q, ŋ), másokat mellőz (ц/c ч/ç), és egyes betűk hangértéke is némileg eltér a törökétől (i, ı, y).

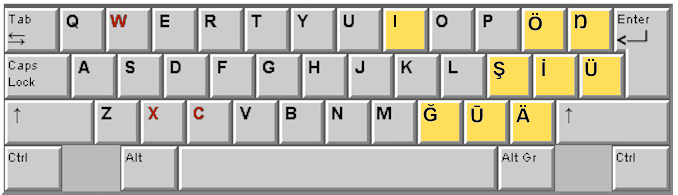
A kazak betűk QWERTY szabvány szerinti billentyűzetkiosztása – 2021-ben. Sárga alapon a latin ábécétől eltérő betűk, pirossal a latin betűs kazak ábécében nem szereplő betűk (C, W, X). A közzétett anyagból nem derül ki az írásjelek és egyéb karakterek helye a billentyűzeten.

A 2021. január 28-án közzétett latin betűs kazak ábécé:
| A a (А а)      | Ä ä (Ә ә) | B b (Б б)      | D d (Д д) | E e (Е е) | F f (Ф ф) | G g (Г г) | Ğ ğ (Ғ ғ) |
| H h (Х х, Һ һ) | I ı (І і) | İ i (И и, Й й) | J j (Ж ж) | K k (К к) | L l (Л л) | M m (М м) | N n (Н н) |
| Ŋ ŋ (Ң ң)      | O o (О о) | Ö ö (Ө ө)      | P p (П п) | Q q (Қ қ) | R r (Р р) | S s (С с) | Ş ş (Ш ш) |
| T t (Т т)      | U u (У у) | Ū ū (Ұ ұ)      | Ü ü (Ү ү) | V v (В в) | Y y (Ы ы) | Z z (З з) |           |

A fentebbi cirill betűs táblázatban megtekinthető és összehasonlítható az összes latin betűs ábécé a ma használatos cirill írással.

## Billentyűzet

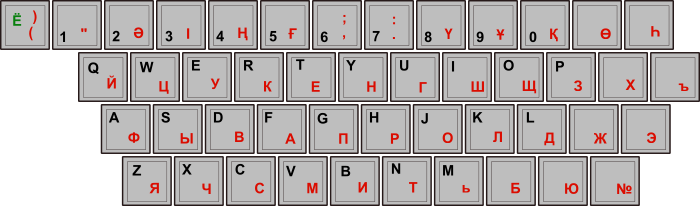
A kazak billentyűzet

A kazak cirill billentyűzet az oroszon alapul, az abban nem szereplő betűk a felső számbillentyűkön kaptak helyet.
Az Unicode megjelenése előtt a kazak kódolására a СТ РК 920-91 (DOS) és a СТ РК 1048—2002 (Windows) kódrendszereket használták.

## Példa
Az Emberi Jogok Egyetemes Nyilatkozatából:
| reformált arab írással 1912-től | بارلىق ادامدار تۋمىسىنان ازات جانە قادىر-قاسيەتى مەن قۇقىقتارى تەڭ بولىپ دۇنيەگە كەلەدى۔ ادامدارعا اقىل-پاراسات، ار-وجدان بەرىلگەن، سوندىقتان ولار ٴبىر-بىرىمەن تۋىستىق، باۋىرمالدىق قارىم-قاتىناس جاساۋلارى ٴتيىس۔          |
| Jaŋalif írással 1929-1938       | Barlьq adamdar tьvmьsьnan azat çəne qadir-qasijeti men quqьqtarь teꞑ ʙolьp dynijege keledi. Adamdarƣa aqьl-parasat, ar-oçdan ʙerilgen, sondьqtan olar ʙir-ʙirimen tьvьstьq, ʙavьrmaldьq qarьm-qatьnas çasavlarь tijis.       |
| Jaŋalif írással 1938-1940       | Barlьq adamdar tumьsьnan azat çəne qadjr-qasietj men qūqьqtarь teꞑ ʙolьp dyniege keledj. Adamdarƣa aqьl-parasat, ar-oçdan ʙerjlgen, sondьqtan olar ʙjr-ʙjrjmen tuьstьq, ʙauьrmaldьq qarьm-qatьnas çasaularь tijs.            |
| cirill betűs írással 1940-től   | Барлық адамдар тумысынан азат және қадір-қасиеті мен құқықтары тең болып дүниеге келеді. Адамдарға ақыл-парасат, ар-ождан берілген, сондықтан олар бір-бірімен туыстық, бауырмалдық қарым-қатынас жасаулары тиіс.            |
| pinjin írással 1964-1984        | Barleⱪ adamdar tewmesenan azat jənê ⱪadir-ⱪasiyêti mên ⱪuⱪeⱪtare têng bolep düniyêgê kêlêdi. Adamdarƣa aⱪel-parasat, ar-ojdan bêrilgên, sondeⱪtan olar bir-birimên tewesteⱪ, bawermaldeⱪ ⱪarem-ⱪatenas jasawlare tiyis.      |
| latin átírás ISO 9:1995         | Barlyķ adamdar tumysynan azat ža̋ne ķadìr-ķasietì men ķu̇ķyķtary teņ bolyp dùniege keledì. Adamdarġa aķyl-parasat, ar-oždan berìlgen, sondyķtan olar bìr-bìrìmen tuystyķ, bauyrmaldyķ ķarym-ķatynas žasaulary tiìs.            |
| QazAqparat                      | Barlıq adamdar twmısınan azat jäne qadir-qasïeti men quqıqtarı teñ bolıp dünïege keledi. Adamdarğa aqıl-parasat, ar-ojdan berilgen, sondıqtan olar bir-birimen twıstıq, bawırmaldıq qarım-qatınas jasawları tïis.            |
| НҚА 569 2017                    | Barlyq adamdar tyʼmysynan azat jaʼne qadіr-qasiʼetі men quqyqtary tenʼ bolyp duʼniʼege keledі. Adamdargʼa aqyl-parasat, ar-ojdan berіlgen, sondyqtan olar bіr-bіrіmen tyʼystyq, bayʼyrmaldyq qarym-qatynas jasayʼlary tiʼіs. |
| НҚА 637 2018                    | Barlyq adamdar týmysynan azat jáne qadіr-qasıetі men quqyqtary teń bolyp dúnıege keledі. Adamdarǵa aqyl-parasat, ar-ojdan berіlgen, sondyqtan olar bіr-bіrіmen týystyq, baýyrmaldyq qarym-qatynas jasaýlary tıіs.            |
| latin írással 2021              | Barlyq adamdar tumysynan azat jäne qadır-qasietı men qūqyqtary teŋ bolyp düniege keledı. Adamdarğa aqyl-parasat, ar-ojdan berılgen, sondyqtan olar bır-bırımen tuystyq, bauyrmaldyq qarym-qatynas jasaulary tiıs.            |
| magyarul                        | Minden emberi lény szabadon születik és egyenlő méltósága és joga van. Az emberek, ésszel és lelkiismerettel bírván, egymással szemben testvéri szellemben kell hogy viseltessenek.                                          |